# Fernelement

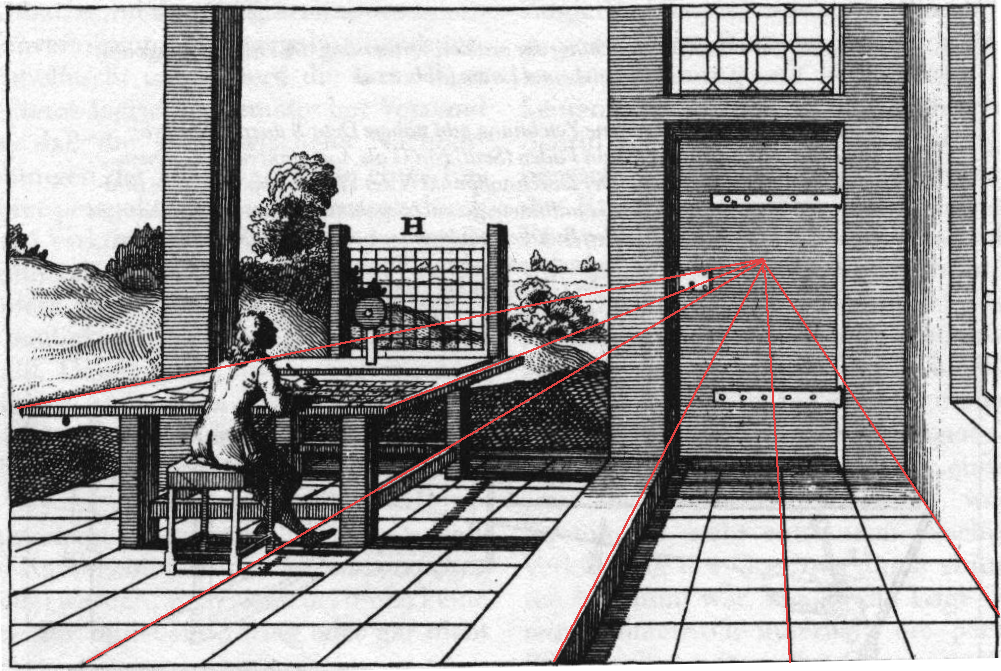
,Veranschaulichung des Fernpunkts:
Vergleichbar dem Fernpunkt treffen sich in der perspektivischen Darstellung Geraden, die in der Wirklichkeit parallel sind, in einem Punkt, dem Fluchtpunkt. Im Gegensatz zum Fluchtpunkt ist der Fernpunkt allerdings kein Punkt der Zeichenebene (also nicht etwa – wie hier der Fluchtpunkt – identisch mit einem Punkt der gezeichneten Tür), sondern befindet sich außerhalb der Menge „realer“ Punkte.

Als Fernelemente bezeichnet man die Elemente (Punkte, Geraden und so weiter), die zu einem {\displaystyle n}-dimensionalen affinen Raum hinzugefügt werden, um diesen zu einem  projektiven Raum, dem projektiven Abschluss des affinen Raumes zu erweitern, umgekehrt entsteht durch Schlitzen eines {\displaystyle n}-dimensionalen projektiven Raumes stets ein {\displaystyle n}-dimensionaler affiner Raum.
Ein Fernpunkt (auch: unendlich ferner Punkt oder uneigentlicher Punkt) wird eingeführt als der „Schnittpunkt“ einer Schar paralleler Geraden. Ein Fernpunkt ist also die mathematische Präzisierung der Sprechweise, dass „Parallelen sich im Unendlichen schneiden“. Das Bild eines Fernpunkts in einer perspektivischen Darstellung heißt Fluchtpunkt.
Alle Fernpunkte einer Ebene bilden deren Ferngerade (unendlich ferne Gerade, uneigentliche Gerade).
In der räumlichen (dreidimensionalen) Geometrie gibt es je eine Ferngerade zu jeder Schar paralleler Ebenen. Die Ferngeraden zusammen bilden die Fernebene (unendlich ferne Ebene, uneigentliche Ebene).
Weitere Fernebenen und entsprechend höherdimensionale Fernelemente gibt es in Räumen höherer Dimension:
Beim projektiven Abschluss eines {\displaystyle n}-dimensionalen affinen Raumes wird dem Raum eine Fernhyperebene, also ein {\displaystyle n-1}-dimensionaler Fernraum hinzugefügt. Umgekehrt wird beim „Schlitzen“ eines {\displaystyle n}-dimensionalen projektiven Raumes ein {\displaystyle n-1}-dimensionaler Unterraum, also eine Hyperebene des projektiven Raumes zur Fernhyperebene. Alle Punkte dieser ausgewählten Hyperebene werden zu Fernpunkten, ihre Unterräume zu Ferngeraden usw., alle übrigen Punkte des projektiven Raumes, die eigentlichen Punkte, bilden dann den affinen Raum.
Das Schlitzen einer projektiven Ebene durch Auswahl einer projektiven Geraden als Ferngerade ist in der synthetischen Geometrie eine Möglichkeit, in beliebigen, geometrisch charakterisierten Ebenen projektive Koordinaten mithilfe affiner Koordinaten einzuführen. Diese Koordinaten bilden dann einen Ternärkörper.